# 6 maart
6 maart is de 65ste dag van het jaar (66ste dag in een schrikkeljaar) in de gregoriaanse kalender. Hierna volgen nog 300 dagen tot het einde van het jaar.

## Gebeurtenissen
- Algemeen
  - 1594 - De broers Lodewijk II, Willem en Johan Casimir van Nassau-Weilburg verdelen hun bezittingen. Lodewijk krijgt Ottweiler, Willem krijgt Weilburg en Johan Casimir krijgt Gleiberg.
  - 1883 - Tijdens een storm bij het waddeneiland Borkum komen 121 vissers uit Paesens-Moddergat en Zoutkamp om het leven.
  - 1987 - De veerboot Herald of Free Enterprise, kapseist, net nadat hij de haven van Zeebrugge verliet, op weg naar zijn thuishaven. Van de 539 reizigers aan boord vinden er 193 de dood door verdrinking.
  - 2014 - Tijdens het carnaval in Bolivia komen zeventig mensen om het leven. De meeste doden komen om door verkeersongevallen en 15 mensen door ander geweld. Zo maakt de regering bekend.
  - 2022 - Nabij het Groningse dorp Zeerijp doet zich een aardbeving voor met een kracht van 2,1 op de schaal van Richter. De beving lijkt verband te houden met de gaswinning in het gebied.[1]
  - 2024 - De Ad Dachiliyah regio in Oman wordt getroffen door zware overstromingen ten gevolge van intense onweersbuien met hoge neerslagcijfers en hagel.[2]
  - 2024 - Bij een schietpartij in Zwolle komt een persoon uit die stad om het leven. De politie arresteert een andere Zwollenaar als verdachte.[3]
  - 2024 - Door een raketaanval op het in de Golf van Aden onder Griekse vlag varende schip True Confidence vallen drie doden. Houthi-rebellen eisen de verantwoordelijkheid voor de aanslag op.[4][5]
  - 2024 - Een Eurocopter Panther helikopter van de Mexicaanse marine stort neer in de Grote Oceaan waarbij zeker drie doden vallen.[6]
  - 2024 - Een jury in Santa Fe, New Mexico (Verenigde Staten) beslist dat wapenmeester Hannah Gutierrez-Reed schuldig is aan onopzettelijke doodslag/dood door schuld in de zaak waarbij cameravrouw Halyna Hutchins omkwam door een kogel uit een wapen in handen van acteur Alec Baldwin tijdens de repetitie van de western Rust. Gutierrez-Reed gaat in beroep tegen de veroordeling.[7]
- Economie
  - 1995 - De ING-bank neemt de Britse Barings Bank over.
- Muziek
  - 2023 - Goldband uit Den Haag wordt de grote winnaar van de Edison-popprijzen dit jaar. De prijzen voor beste song en voor beste videoclip deelt de band met zangeres Maan voor hun duo-productie Stiekem. Verder ontvangt de band de prijs voor beste nieuwkomer.[8]
- Oorlog
  - 1426 - Slag van Saint Jacques
  - 1836 - Val van Fort Alamo
  - 1948 - Inval van het Arabische bevrijdingsleger van Fawzi al-Qawuqji in Palestina.
- Politiek
  - 237 v.Chr. - Het decreet van Canopus wordt opgetekend.
  - 1795 - Afschaffing galgenvelden en galgenbergen in Holland.
  - 1951 - Proces tegen Ethel en Julius Rosenberg begint
  - 1957 - Ghana wordt onafhankelijk.
  - 2002 - Pim Fortuyn wint in Rotterdam met Leefbaar Rotterdam de gemeenteraadsverkiezingen.
  - 2002 - Voor het eerst wordt in Vlaardingen en in Best een raadplegend referendum gehouden voor het burgemeesterschap.
  - 2010 - De president van het West-Afrikaanse Togo, Faure Eyadéma, is herkozen, nadat hij zijn rivaal Jean-Pierre Fabré heeft verslagen bij de presidentsverkiezingen.
  - 2011 - Parlementsverkiezingen in Estland.
- Religie
  - 1645 - Paus Innocentius X creëert zeven nieuwe kardinalen, onder wie de curieprelaat Benedetto Odescalchi.
- Sport
  - 1902 - Real Madrid wordt opgericht.
  - 1914 - Oprichting van de Zweedse voetbalclub Halmstads BK.
  - 1997 - In Quito wordt het Estadio de Liga Deportiva Universitaria officieel in gebruik genomen.
  - 2021 - Femke Bol is Europees kampioene geworden in Torun op de 400 meter indoor in een nieuw Nederlands record van 50,63 seconden. Bij de heren ging er zilver naar Tony van Diepen en brons naar Liemarvin Bonevacia ook op de 400 meter indoor.
  - 2022 - Het lukt de Nederlandse schaatser Patrick Roest niet om voor de vierde keer op rij wereldkampioen allround te worden want hij verliest van de Zweed Nils van der Poel. De Belg Bart Swings wordt derde.[9]
  - 2022 - De Nederlandse schaatsster Irene Schouten wordt wereldkampioene allround in het Noorse Hamar. De Japanse Miho Takagi wordt tweede en de Nederlandse Antoinette de Jong wint haar vierde bronzen medaille op een WK allround.[10]
  - 2022 - De Nederlandse darter Danny Noppert verslaat Engelsman Michael Smith met 11-10 in legs tijdens de finale van de UK Open en pakt zo zijn eerste majortitel bij de Professional Darts Corporation.[11]
- Wetenschap en technologie
  - 1665 - Het eerste nummer van de Philosophical Transactions, het tijdschrift van de Royal Society, wordt gepubliceerd.
  - 1869 - Dmitri Mendelejev presenteert het periodiek systeem.
  - 1899 - Felix Hoffmann vraagt octrooi aan op aspirine.
  - 1986 - Het Vega 1 ruimtevaartuig van de Sovjet-Unie vliegt langs de komeet van Halley.[12]
  - 2023 - NASA maakt bekend dat de Curiosity Mars rover op 2 februari 2023 een foto heeft gemaakt van crepusculaire stralen. Het was voor het eerst dat dit verschijnsel zo duidelijk waarneembaar was op Mars. Op 27 januari 2023 kon de robot al foto's maken van veervormige iriserende wolken.[13]

## Geboren

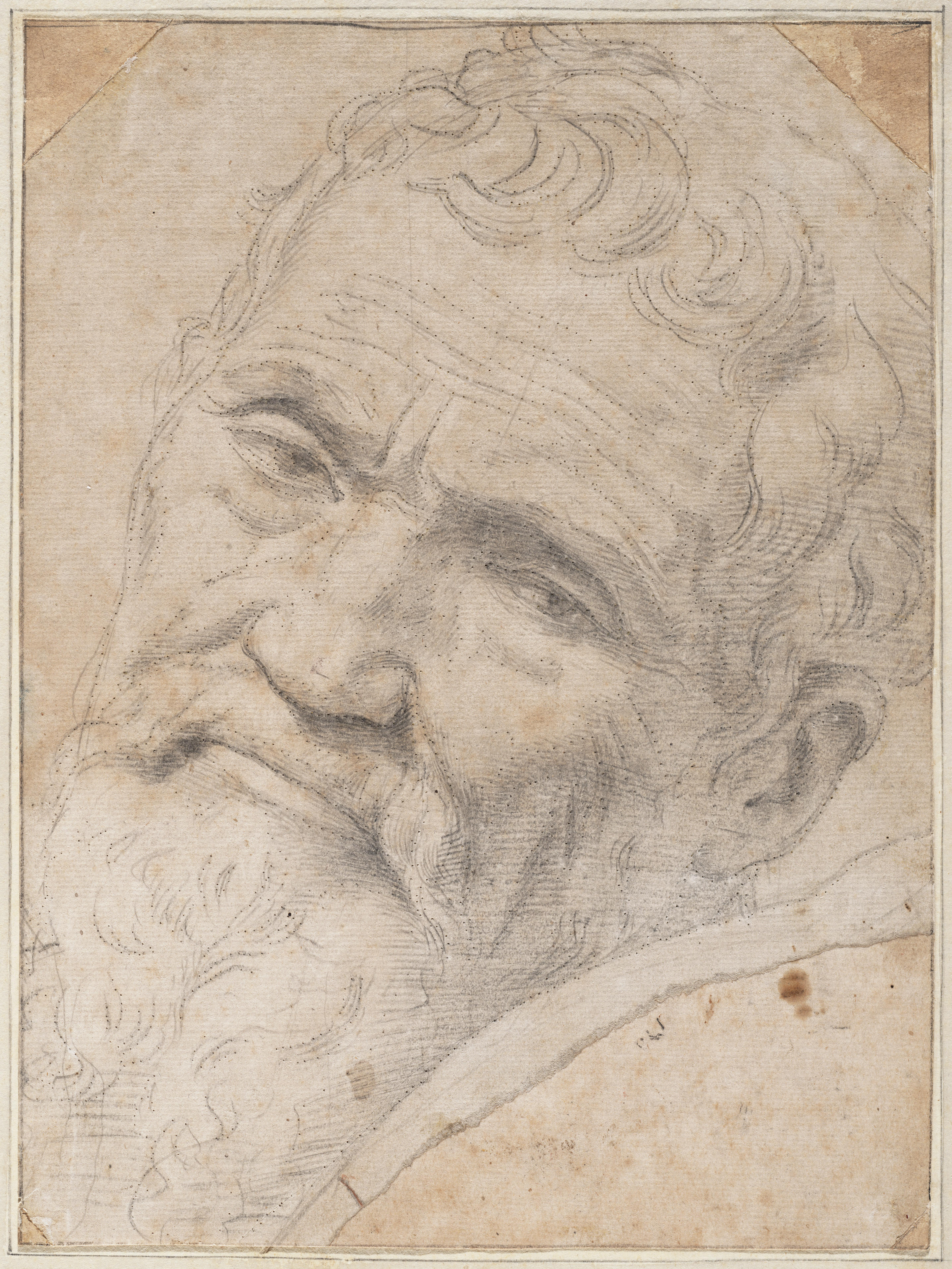
Michelangelo Buonarroti
geboren in 1475

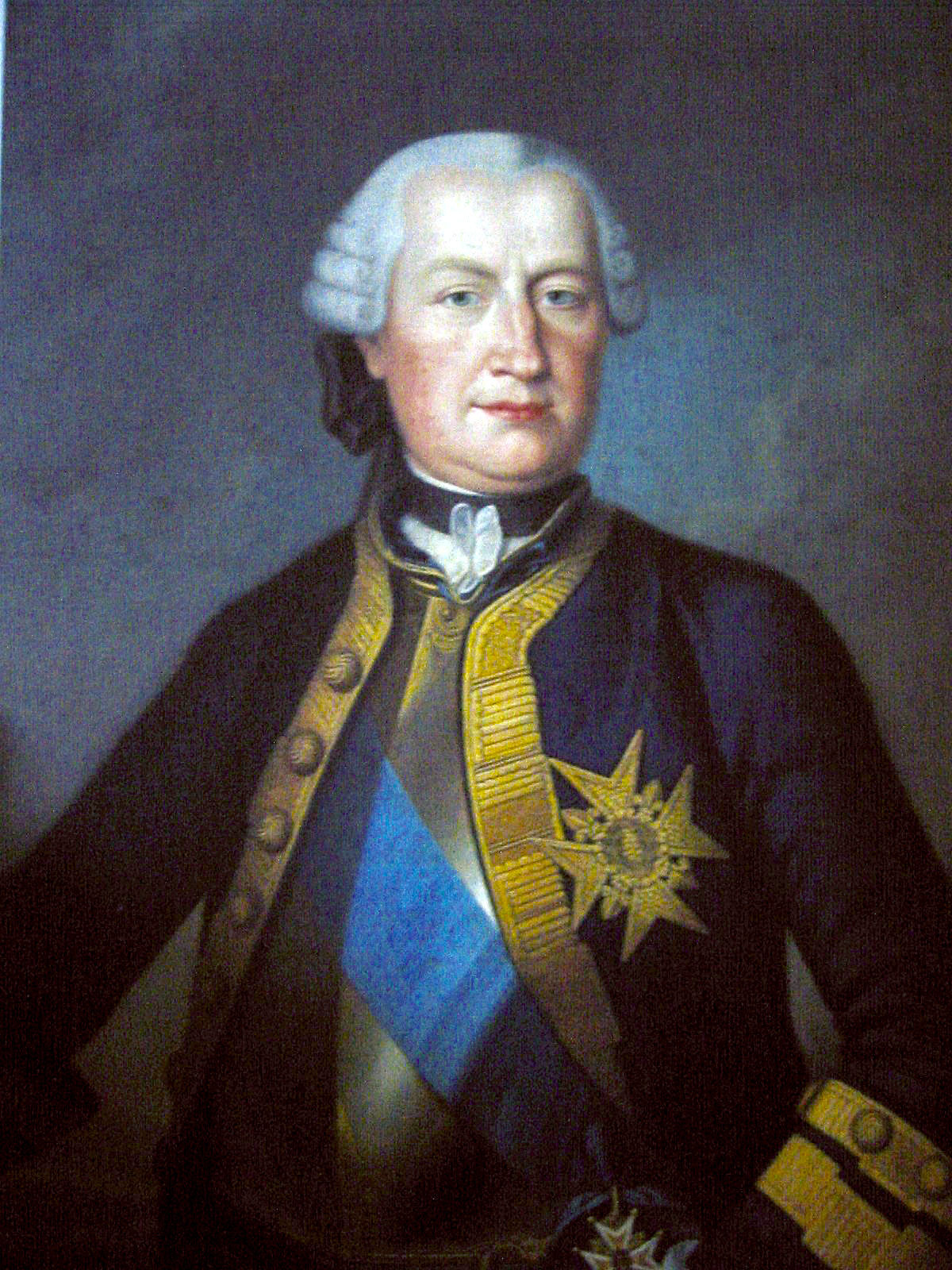
Willem Hendrik van Nassau-Saarbrücken
geboren in 1718

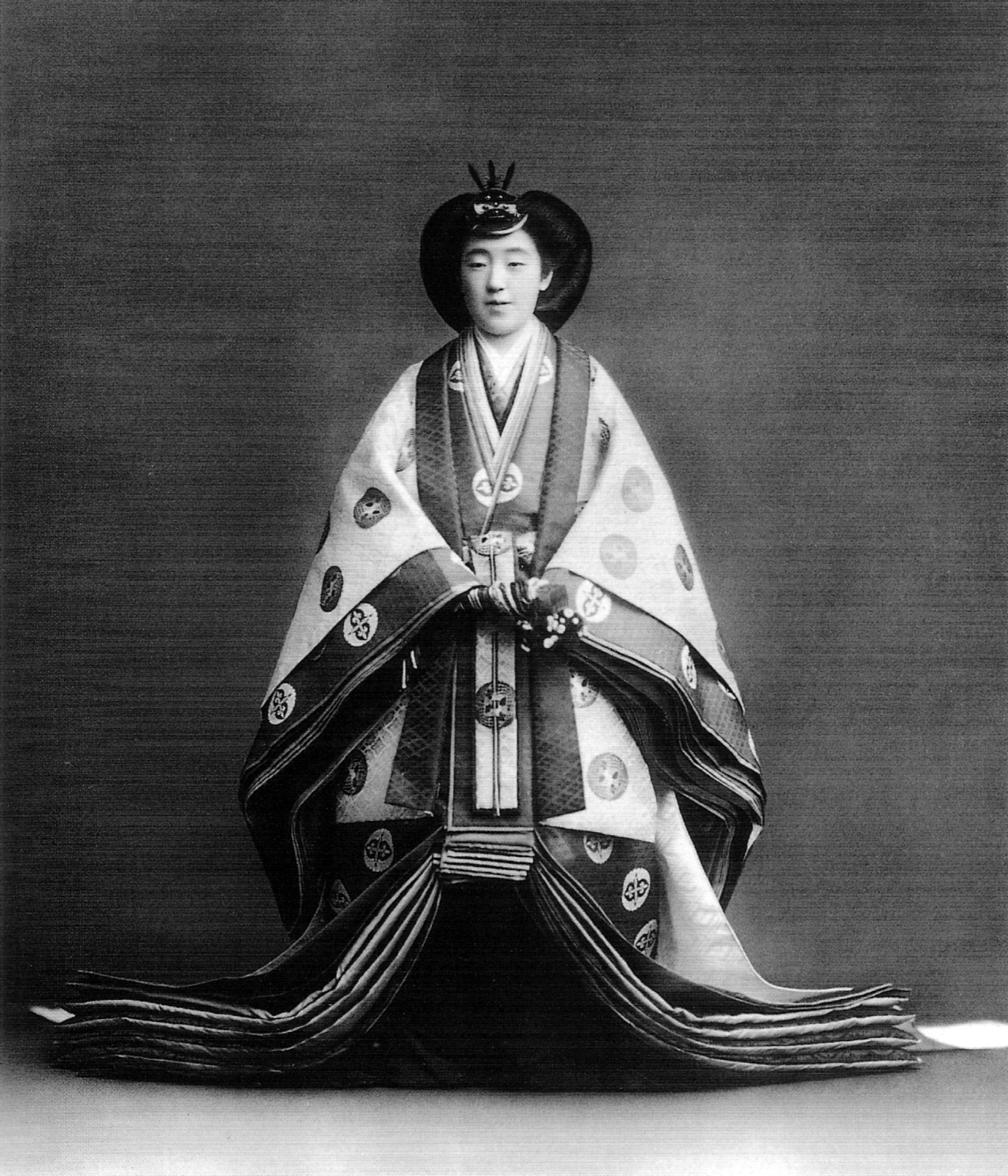
Nagako Kuni
geboren in 1903

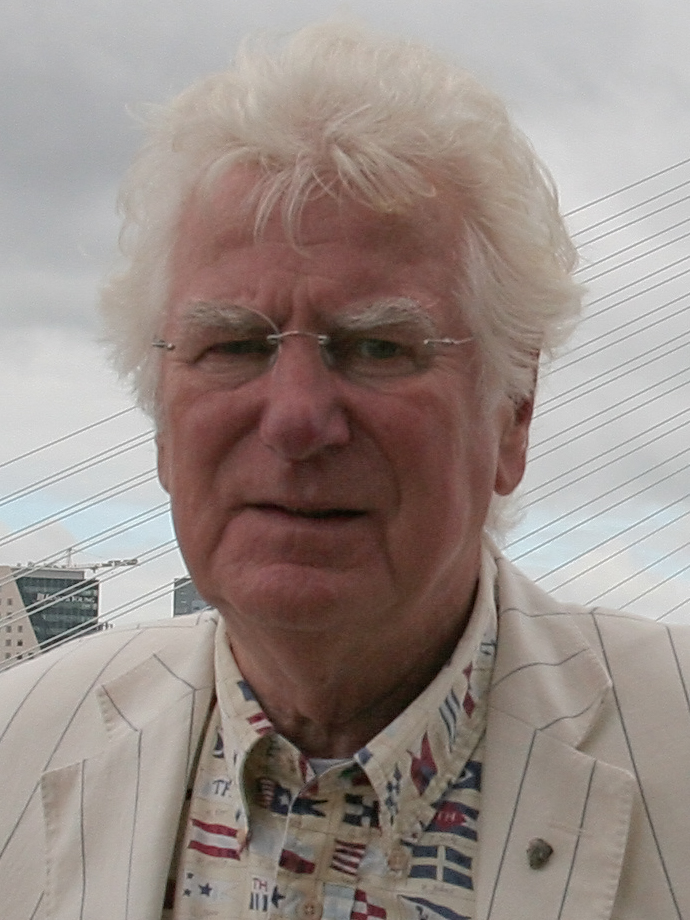
Gerard Cox
geboren in 1940

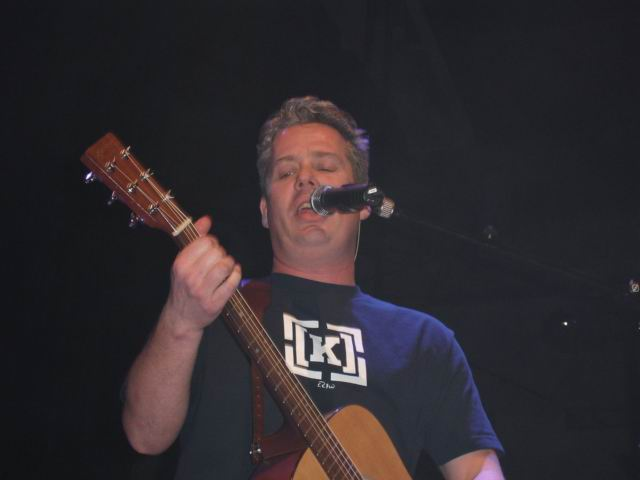
Thomas Acda
geboren in 1967

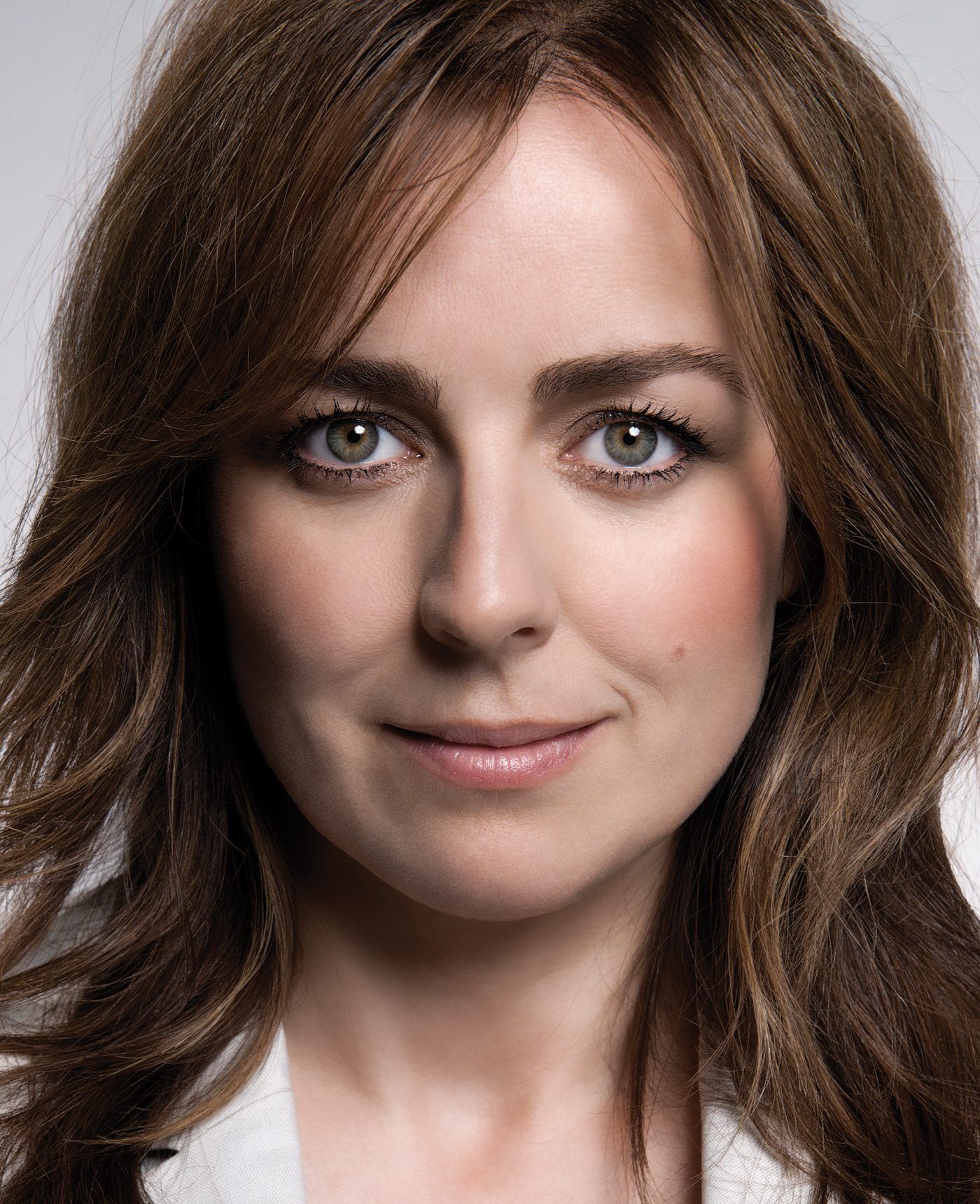
Marianne Thieme
geboren in 1972

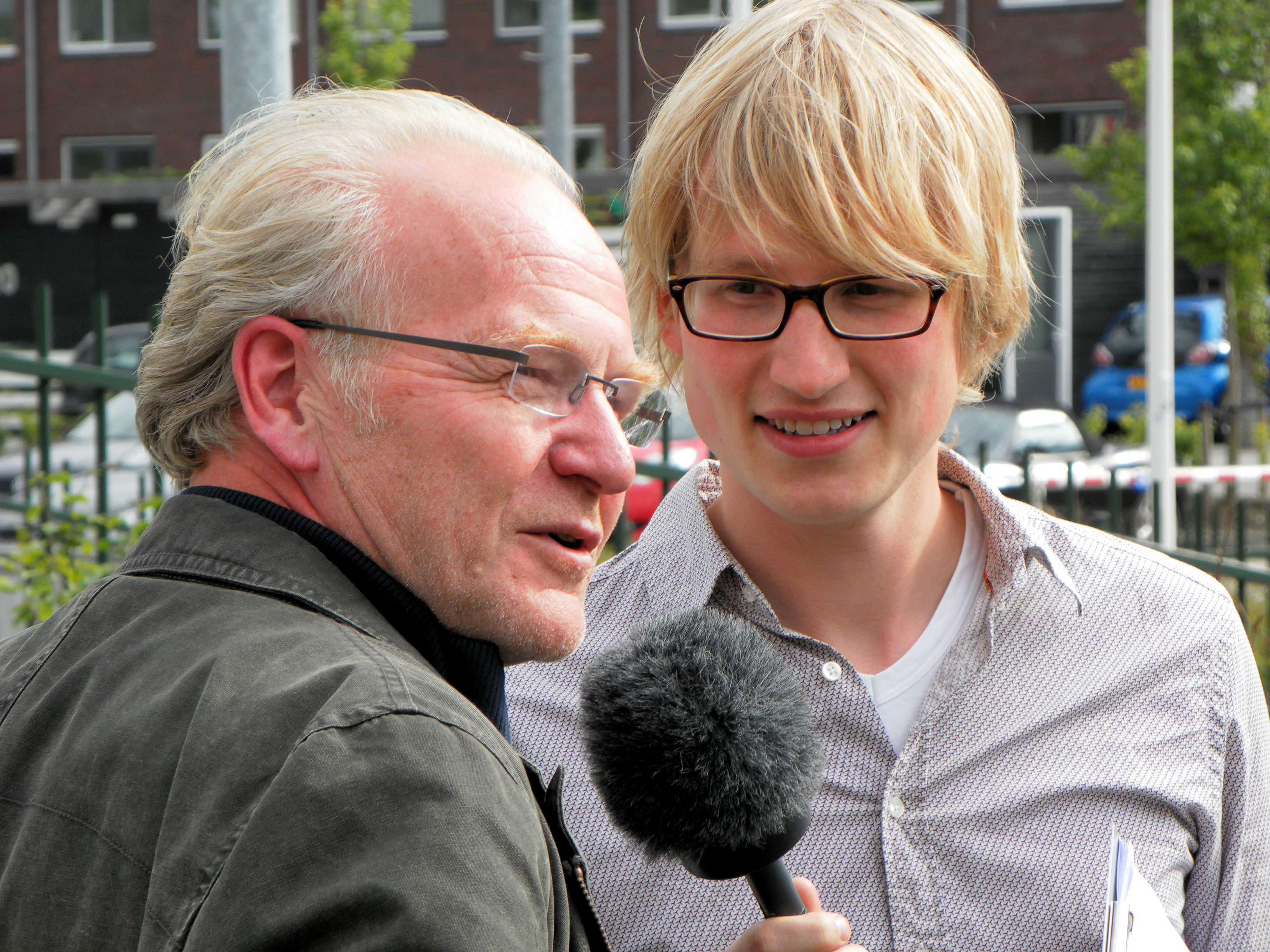
Bram Douwes (rechts)
geboren in 1984

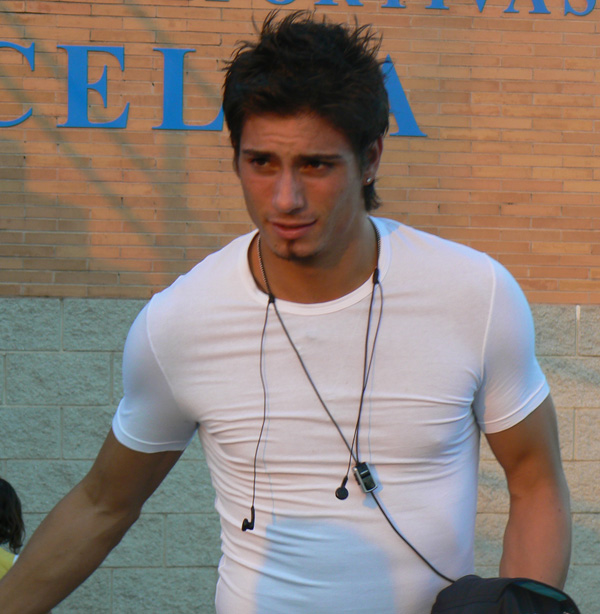
Daniël de Ridder
geboren in 1984

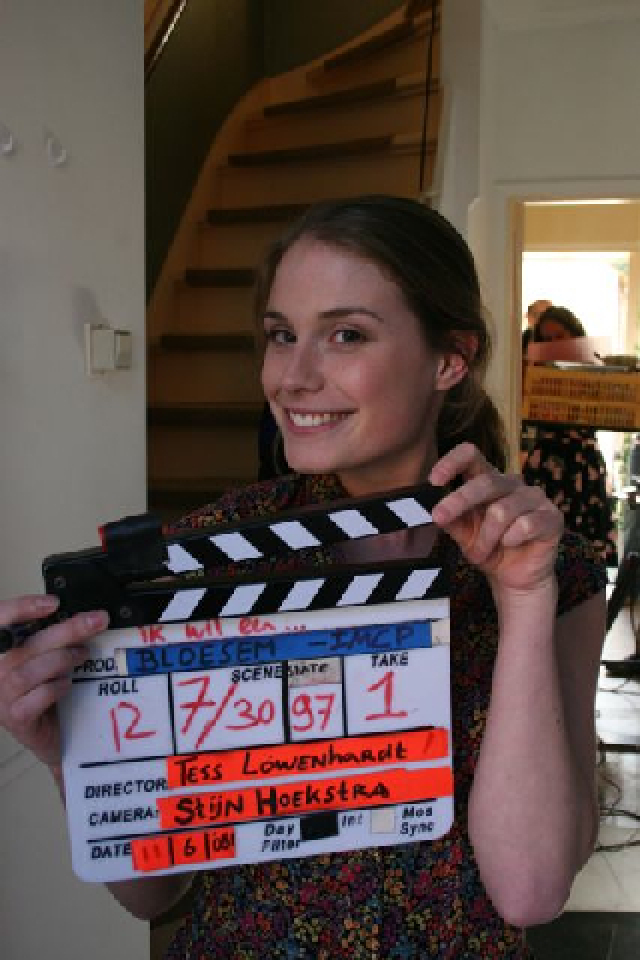
Loek Beernink
geboren in 1986

- 1475 - Michelangelo Buonarroti, Italiaans Renaissance-schilder, beeldhouwer, architect en dichter (overleden 1564)
- 1493 - Joan Lluís Vives i March, Spaans humanist en filosoof, Valencia (overleden 1540)
- 1610 - Otto van Nassau-Neuweilnau, graaf van Nassau-Neuweilnau (overleden 1632)
- 1619 - Cyrano de Bergerac, Frans militair en dichter (overleden 1655)
- 1698 - Johannes Alberti, theoloog uit de Republiek der Zeven Verenigde Nederlanden (overleden 1762)
- 1718 - Willem Hendrik van Nassau-Saarbrücken, vorst van Nassau-Saarbrücken (overleden 1768)
- 1725 - Hendrik Benedictus Stuart, Engels kardinaal en troonpretendent (overleden 1807)
- 1763 - Jean-Xavier Lefèvre, Zwitsers klarinettist, muziekpedagoog en componist (overleden 1829)
- 1765 - Jeanne Huc-Mazelet, Zwitsers gouvernante (overleden 1865)
- 1805 - Vittoria Caldoni, Italiaans schildersmodel (overleden eind 19e eeuw)
- 1812 - Aaron Lufkin Dennison, Amerikaans uurwerkmaker (overleden 1895)
- 1838 - Szymon Winawer, Pools schaker (overleden 1919)
- 1853 - John Tunstall, Amerikaans veehouder (overleden 1878)
- 1862 - Guerrita, Spaans torero (overleden 1941)
- 1870 - Oscar Straus, Oostenrijks-Frans componist (overleden 1954)
- 1884 - Molla Bjurstedt-Mallory Noors-Amerikaans tennisspeelster (overleden 1959)
- 1893 - Hans Schöchlin, Zwitsers roeier (overleden 1978)
- 1895 - Tata Mirando, musicus, leider en oprichter van het zigeunerorkest Tata Mirando (overleden 1967)
- 1897 - Joseph Berchtold, Duits nationaalsocialistisch politicus (overleden 1962)
- 1897 - Knudåge Riisager, Deens componist (overleden 1974)
- 1898 - Jo Vincent, Nederlands zangeres (sopraan) (overleden 1989)
- 1900 - Henri Jeanson, Frans scenarioschrijver (overleden 1970)
- 1903 - Nagako Kuni, keizerin van Japan (overleden 2000)
- 1906 - Lou Costello, Amerikaans komiek (overleden 1959)
- 1909 - Stanisław Jerzy Lec, Pools dichter en aforist (overleden 1966)
- 1909 - Bill Schindler, Amerikaans autocoureur (overleden 1952)
- 1910 - Ejler Bille, Deens kunstschilder, beeldhouwer en dichter (overleden 2004)
- 1914 - Theo van Scheltinga, Nederlands schaker en timmerman (overleden 1994)
- 1915 - Jan Cottaar, Nederlands sportverslaggever (overleden 1984)
- 1915 - Wilhelm Simetsreiter, Duits voetballer (overleden 2001)
- 1917 - Will Eisner, Amerikaans stripauteur (overleden 2005)
- 1917 - Oswald Karch, Duits autocoureur (overleden 2009)
- 1918 - Joanne Klink, Nederlands theologe en schrijfster van kinderbijbels (overleden 2008)
- 1920 - Julien Hutsebaut, Belgisch atleet
- 1921 - Hans Hubertus Bühmann, Duits boswachter en Nedersaksisch staatspoliticus (overleden 2014)
- 1921 - Piero Carini, Italiaans autocoureur (overleden 1957)
- 1922 - Jean Martin, Frans acteur (overleden 2009)
- 1923 - Ed McMahon, Amerikaans tv-persoonlijkheid (overleden 2009)
- 1923 - Wes Montgomery, Amerikaans jazzgitarist (overleden 1968)
- 1924 - Raymond Rosier, Belgisch atleet (overleden 1961)
- 1924 - William Webster, Amerikaans topambtenaar en jurist (overleden 2025)
- 1926 - Ann Curtis, Amerikaans zwemster (overleden 2012)
- 1926 - Alan Greenspan, Amerikaans econoom
- 1926 - Ray O'Connor, 22e premier van West-Australië (overleden 2013)
- 1926 - Andrzej Wajda, Pools filmregisseur (overleden 2016)
- 1927 - Gordon Cooper, Amerikaans ruimtevaarder (overleden 2004)
- 1927 - Gabriel García Márquez, Colombiaans schrijver (overleden 2014)
- 1928 - Hub Hendriks, Nederlands beeldhouwer, medailleur en keramist
- 1928 - William F. Nolan, Amerikaans schrijver (overleden 2021)
- 1930 - Lorin Maazel, Amerikaans dirigent, violist en componist (overleden 2014)
- 1931 - Jimmy Stewart, Brits autocoureur (overleden 2008)
- 1932 - Bronisław Geremek, Pools politicus (overleden 2008)
- 1932 - Frank Govers, Nederlands couturier (overleden 1997)
- 1932 - Jan Jindra, Tsjecho-Slowaaks roeier (overleden 2021)
- 1934 - Jacques De Caluwé, Belgisch voetballer (overleden 2021)
- 1934 - Tony Richards, Brits voetballer (overleden 2010)
- 1935 - Lisa Gaye, Amerikaans zangeres, actrice en danseres (overleden 2016)
- 1936 - Marion Barry, Amerikaans burgemeester en burgerrechtenactivist (overleden 2014)
- 1936 - Waldemar Post, Nederlands illustrator en tekenaar (overleden 2020)
- 1936 - Sylvia Robinson, Amerikaans zangeres, muziekproducent en ondernemer (overleden 2011)
- 1936 - Bram Stemerdink, Nederlands politicus
- 1937 - Ben Keith, Amerikaans muzikant en muziekproducent (overleden 2010)
- 1937 - Jos van Kemenade, Nederlands politicus (overleden 2020)
- 1937 - Valentina Teresjkova, Russisch kosmonaute
- 1939 - Brasser (Paul De Valck), Belgisch cartoonist (overleden 2001)
- 1940 - Philippe Amaury, Frans uitgeversondernemer en mediamagnaat (overleden 2006)
- 1940 - Gerard Cox, Nederlands zanger en acteur
- 1940 - William Ferguson, Zuid-Afrikaans autocoureur (overleden 2007)
- 1941 - Peter Brötzmann, Duits freejazzsaxofonist (overleden 2023)
- 1942 - Jan van Uden, Nederlands atleet (overleden 2008)
- 1944 - Michael Eitan, Israëlisch politicus (overleden 2024)
- 1944 - Kiri Te Kanawa, Nieuw-Zeelands operazangeres en actrice
- 1944 - Mary Wilson, Amerikaans zangeres (overleden 2021)
- 1945 - Sardono Waluyo Kusumo, Indonesisch choreograaf, danser en filmregisseur
- 1946 - David Gilmour, Brits gitarist
- 1946 - Piet de Wit, Nederlands wielrenner
- 1947 - Kiki Dee, Brits zangeres
- 1947 - Dick Fosbury, Amerikaans atleet (overleden 2023)
- 1947 - Rayda Jacobs, Zuid-Afrikaanse schrijfster en filmregisseuse (overleden 2024)
- 1947 - Rob Reiner, Amerikaans acteur, filmproducent en regisseur
- 1948 - Jim van der Woude, Nederlands acteur, danser, mimespeler, regisseur, ontwerper en komiek (overleden 2023)
- 1949 - Shaukat Aziz, Pakistaans politicus
- 1949 - Alphons Levens, Surinaams dichter en schrijver (overleden 2023)
- 1949 - Nizar Rayan, leider Hamas (overleden 2009)
- 1949 - Theo Timmer, Nederlands motorcoureur
- 1951 - Walter Trout, Amerikaans bluesgitarist
- 1951 - Gerrie Knetemann, Nederlands wielrenner (overleden 2004)
- 1952 - Sjoerd Kuyper, Nederlands auteur en dichter
- 1954 - Harald Schumacher, Duits voetballer
- 1955 - Otto Vos, Nederlands advocaat, rechter en politicus
- 1955 - Alberta Watson, Canadees actrice (overleden 2015)
- 1957 - Roland Liboton, Belgisch veldrijder
- 1957 - Mark Uytterhoeven, Belgisch televisiepresentator
- 1958 - Andre in het Veld, Nederlands zwemmer
- 1959 - Tom Arnold, Amerikaans komiek en acteur
- 1959 - Francisco José Carrasco, Spaans voetballer
- 1959 - René Mioch, Nederlands filmjournalist
- 1959 - Nizar Rayan, Palestijns sjeik en Hamas-kopstuk (overleden 2009)
- 1959 - Jimmy Yuill, Schots acteur
- 1960 - Ronald Jan Heijn, Nederlands hockeyer en spiritueel ondernemer
- 1962 - Bengt Baron, Zweeds zwemmer en olympisch kampioen
- 1962 - Jan Bartram, Deens voetballer
- 1962 - Sergej Jasjin, Russisch ijshockeyer (overleden 2022)
- 1962 - Hans Kuyper, Nederlands kinderboekenschrijver
- 1962 - John van Zweden, Nederlands ondernemer en voetbalbestuurder
- 1963 - Michael McLean, Engels golfer
- 1963 - Marcel van den Bunder, Nederlands voetbalbestuurder
- 1963 - Marijke van Mil, Surinaams kinderboekenschrijfster
- 1963 - Dirk Nicque, Belgisch snelwandelaar
- 1964 - Minoesch Jorissen, Nederlands televisiepresentatrice
- 1966 - Alan Davies, Brits comedian en acteur
- 1967 - Thomas Acda, Nederlands cabaretier en zanger
- 1967 - Connie Britton, Amerikaans actrice
- 1967 - Ben Sluijs, Belgisch jazzsaxofonist, fluitist en componist
- 1968 - Moira Kelly, Amerikaans actrice
- 1968 - Igor Kolyvanov, Russisch voetballer en voetbalcoach
- 1968 - Christel Van Schoonwinkel, Belgisch actrice
- 1969 - Malahat Nasibova, Azerbeidzjaans journalist en activist
- 1969 - Amy Pietz, Amerikaans actrice
- 1969 - Ralf Hildenbeutel, Duits muziekproducent
- 1971 - Dan Ashworth, Engels voetballer en sportbestuurder
- 1971 - Servais Knaven, Nederlands wielrenner
- 1971 - Karst Tates, Nederlands aanslagpleger (overleden 2009)
- 1972 - Abdelkrim El Hadrioui, Marokkaans voetballer
- 1972 - Shaquille O'Neal, Amerikaans basketballer
- 1972 - Marianne Thieme, Nederlands dierenrechtenactiviste, politica en publiciste
- 1973 - Bram van Hemmen, Nederlands politicus
- 1974 - Guy Garvey, Brits zanger en gitarist van Elbow
- 1974 - Benno Kuipers, Nederlands zwemmer
- 1974 - Santino Marella, Italiaans-Amerikaans professioneel worstelaar
- 1974 - Serhij Rebrov, Oekraïens voetballer
- 1974 - Beanie Sigel, Amerikaans rapper
- 1974 - Miika Tenkula, Fins gitarist van Sentenced (overleden 2009)
- 1975 - Karel Dormans, Nederlands roeier
- 1975 - Yannick Nézet-Séguin, Canadees dirigent
- 1975 - Mikel Pradera, Spaans wielrenner
- 1976 - Mr. Kennedy, Amerikaans professioneel worstelaar
- 1976 - Oleg Koelkov, Russisch atleet
- 1976 - Michiel Veenstra, Nederlands radio-dj
- 1977 - Francisco Javier Fernández, Spaans atleet
- 1977 - Giorgos Karagounis, Grieks voetballer
- 1977 - Shabani Nonda, Congolees voetballer
- 1978 - Martijn van Nellestijn, Nederlands acteur en filmregisseur
- 1978 - Michiel de Zeeuw, Nederlands acteur en zanger
- 1979 - Tim Howard, Amerikaans voetbaldoelman
- 1979 - Aaron Scott, Brits autocoureur
- 1980 - Seigo Asada, Japans darter
- 1980 - Shaun Evans, Brits acteur
- 1980 - Emma Igelström, Zweeds zwemster
- 1980 - Nina Podnebesnova, Russisch atlete
- 1980 - Rodrigo Taddei, Braziliaans voetballer
- 1981 - Marina Lapina, Azerbeidzjaans atlete
- 1981 - Zlatan Muslimović, Bosnisch voetballer
- 1982 - Inga Abitova, Russisch atlete
- 1983 - Andranik Teymourian, Iraans voetballer
- 1984 - Bram Douwes, Nederlands verslaggever
- 1984 - Tomasz Marczyński, Pools wielrenner
- 1984 - Daniël de Ridder, Nederlands voetballer
- 1985 - Sabrina Altermatt, Zwitsers atlete
- 1985 - Andrea Deelstra, Nederlands atlete
- 1985 - Godfrey Khotso Mokoena, Zuid-Afrikaans atleet
- 1985 - Linus Thörnblad, Zweeds atleet
- 1986 - Paul Aguilar, Mexicaans voetballer
- 1986 - Loek Beernink, Nederlands zangeres en actrice
- 1986 - Tim Janssen, Nederlands voetballer
- 1986 - Ildar Rakhmatullin, Russisch autocoureur
- 1986 - Nick Thoman, Amerikaans zwemmer
- 1986 - Kristof Vanbelle, Belgisch voetballer
- 1987 - Kevin-Prince Boateng, Duits voetballer
- 1988 - Akwasi Owusu Ansah, Nederlands rapper
- 1988 - Agnes Carlsson, Zweeds zangeres
- 1988 - Jos van der Donk, Nederlands acteur
- 1988 - Koen van der Donk, Nederlands acteur
- 1988 - Vedad Karić, Bosnisch wielrenner
- 1988 - Simon Mignolet, Belgisch voetballer
- 1989 - Alena Aleksejeva, Russisch zwemster
- 1989 - Ray Chen, Australisch violist
- 1989 - Marte Høie Gjefsen, Noors freestyleskiester
- 1990 - Hiwot Ayalew, Ethiopisch atlete
- 1990 - Derek Drouin, Canadees atleet
- 1991 - Marc-Antoine Gagnon, Canadees freestyleskiër
- 1991 - Björn Koreman, Nederlands atleet
- 1992 - Pernille Larsen, Deens zwemster
- 1992 - Don Rigters, Nederlands basketballer
- 1993 - Ning Zetao, Chinees zwemmer
- 1994 - Yassin Ayoub, Marokkaans-Nederlands voetballer
- 1994 - Nils Politt, Duits wielrenner
- 1994 - Nathan Redmond, Engels voetballer
- 1995 - Stefan Geisler, Oostenrijks skeletonracer
- 1995 - Deniz Muric, Belgisch voetballer
- 1995 - Annelies Törös, Belgisch-Hongaars model en Miss België 2015
- 1996 - Christian Coleman, Amerikaans atleet
- 1996 - Yan Han, Chinees kunstschaatser
- 1996 - Timo Werner, Duits voetballer
- 1997 - Jacqueline Burns, Iers voetbalster
- 1997 - RC Enerson, Amerikaans autocoureur
- 1997 - Evan McEachran, Canadees freestyleskiër
- 1999 - Abdul Hakim Sani Brown, Japans atleet
- 2000 - Daphne van Domselaar, Nederlands voetbalster
- 2000 - Merijn Scheperkamp, Nederlands langebaanschaatser
- 2001 - Christian Bogle, Amerikaans autocoureur
- 2001 - Zoi Sadowski-Synnott, Nieuw-Zeelands snowboardster
- 2002 - Robin Orins, Belgisch wielrenner
- 2002 - Michael d'Orlando, Amerikaans autocoureur
- 2003 - Zoë Brouwer, Nederlands voetbalster
- 2003 - Isabelle Nottet, Nederlands voetbalster
- 2006 - Callum Voisin, Brits-Zwitsers autocoureur
- 2007 - Sarah Dumont, Belgisch zwemster

## Overleden

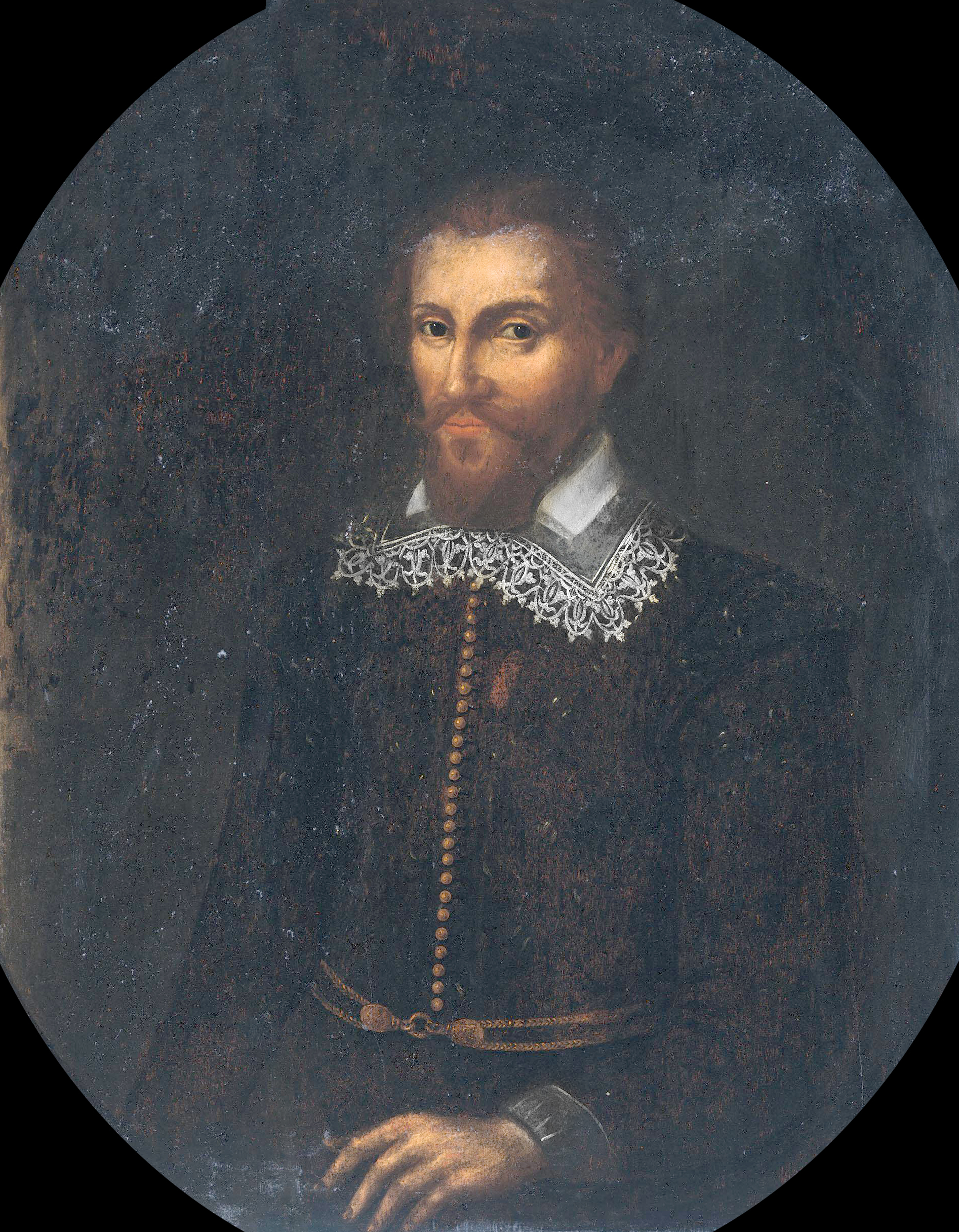
Pieter Both
overleden in 1615

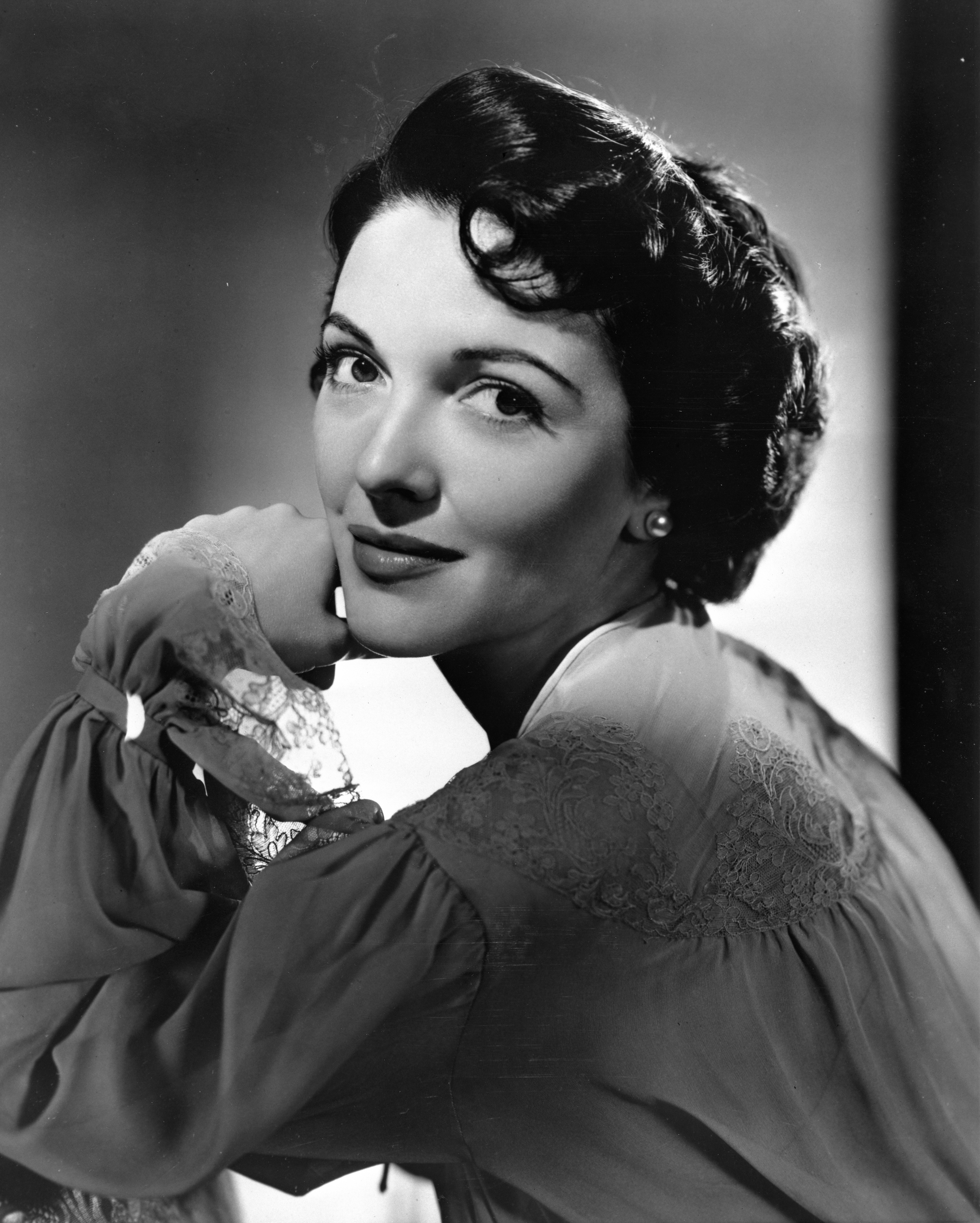
Nancy Reagan
overleden in 2016

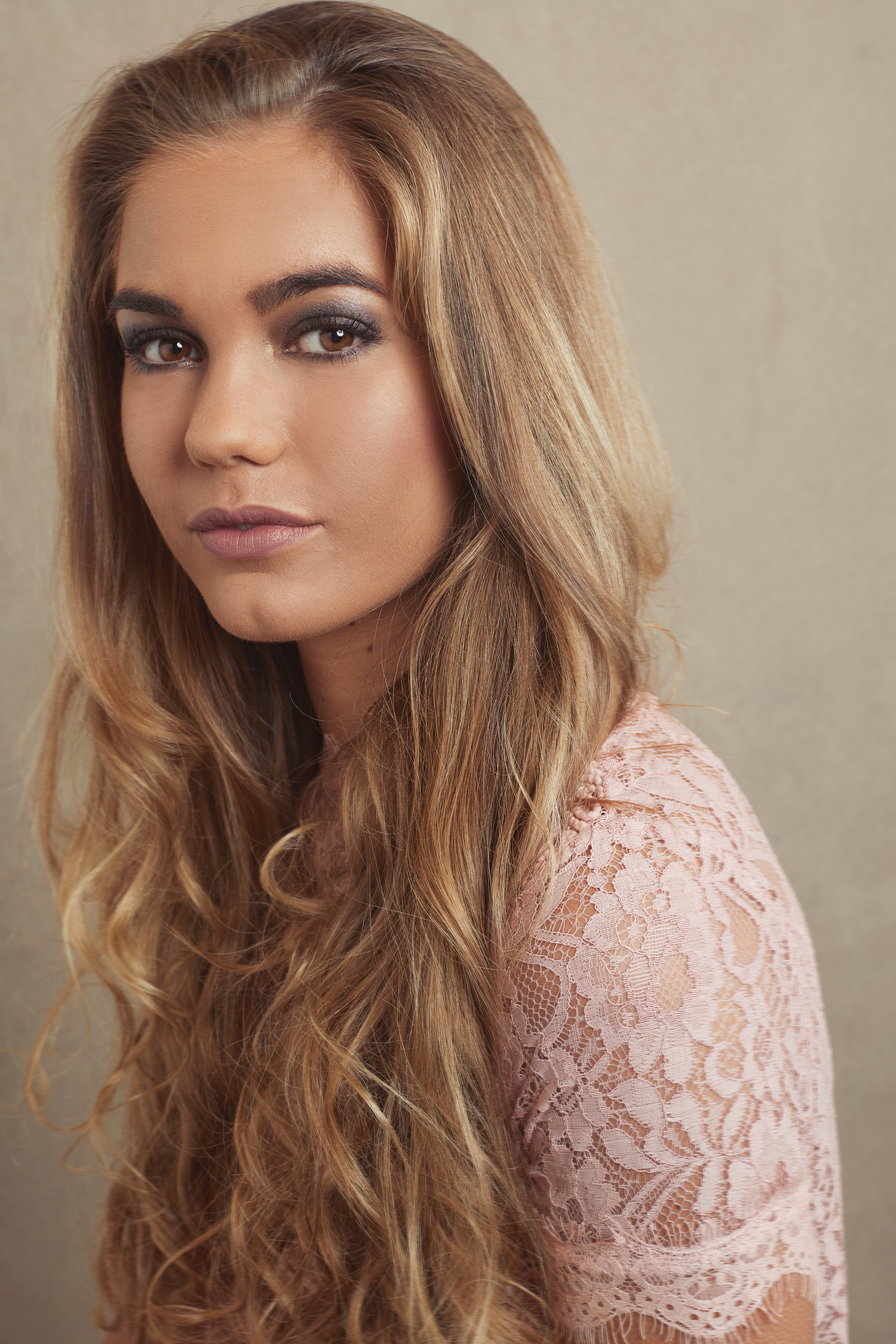
Lotte van der Zee
overleden in 2019

- 1606 - Filips van Hohenlohe-Neuenstein (56), Nederlands legeraanvoerder
- 1615 - Pieter Both (47), gouverneur-generaal van Nederlands-Indië
- 1616 - Francis Beaumont (±32), Engels toneelschrijver
- 1836 - James Bowie (40), Amerikaans militair
- 1836 - Davy Crockett (49), Amerikaans politicus, militair en volksheld
- 1842 - Constanze Weber (80), weduwe van Wolfgang Amadeus Mozart
- 1874 - Louise Rasmussen (58), derde echtgenote van koning Frederik VII van Denemarken
- 1900 - Gottlieb Daimler (65), Duits ingenieur en uitvinder
- 1911 - Mary Anne Barker (80), Brits schrijfster
- 1925 - Adolf Duclos (83), Belgisch schrijver
- 1927 - Marie Spartali Stillman (82), Engels kunstschilderes en model
- 1930 - Alfred von Tirpitz (80), Duits grootadmiraal
- 1932 - John Philip Sousa (77), Amerikaans componist
- 1939 - Miron Cristea (70), Roemeens politicus
- 1941 - Bernard van Beek (66), Nederlands kunstschilder
- 1941 - Gutzon Borglum (73), Amerikaans beeldhouwer
- 1959 - Henri van der Mandere (75), Nederlands journalist en vredesactivist
- 1961 - George Formby (56), Brits muzikant, zanger en acteur
- 1961 - Roberta Jull (88), West-Australisch arts
- 1961 - Marcello Mimmi (78), Italiaans kardinaal
- 1964 - Paul I van Griekenland (62), koning der Hellenen
- 1965 - Ján Ševčík (69), Slowaaks politicus
- 1966 - Richard Hageman (83), Nederlands-Amerikaans dirigent
- 1967 - Zoltán Kodály (84), Hongaars componist
- 1973 - Pearl S. Buck (80), Amerikaans schrijfster
- 1977 - Albert Billiet (69), Belgisch wielrenner
- 1978 - Jan Eekhout (78), Nederlands schrijver, dichter en vertaler
- 1981 - Allen Heath (63), Canadees autocoureur
- 1982 - Ayn Rand (77), Russisch-Amerikaans filosofe
- 1982 - Jan Lemaire sr. (97), Nederlands acteur
- 1984 - Martin Niemöller (92), Duits theoloog en verzetsstrijder
- 1986 - Adolph Caesar (52), Amerikaans acteur
- 1986 - Georgia O'Keeffe (98), Amerikaans kunstschilderes
- 1994 - Melina Merkouri (68), Grieks actrice, zangeres en minister
- 1996 - Jurandir de Freitas (Jurandir) (55), Braziliaans voetballer
- 2001 - Guus Brox (82), Nederlands voetbalmanager
- 2003 - Luděk Pachman (78), Tsjechisch schaker
- 2004 - Ray Fernandez (57), Amerikaans professioneel worstelaar
- 2005 - Hans Bethe (98), Amerikaans natuurkundige
- 2006 - Iser Koeperman (83), Oekraïens dammer
- 2006 - Kirby Puckett (45), Amerikaans honkballer
- 2006 - Dana Reeve (44), Amerikaans actrice, zangeres en politiek activiste
- 2007 - Marius Broekmeyer (79), Nederlands Oost-Europadeskundige
- 2007 - Allen Coage (63), Amerikaans professioneel worstelaar
- 2007 - Shane Cross (20), Australisch skateboarder
- 2007 - Ernest Gallo (97), Amerikaans wijnondernemer
- 2009 - Silvio Cesare Bonicelli (76), Italiaans bisschop
- 2009 - Francis Magalona (44), Filipijns rapper, acteur, regisseur en fotograaf
- 2009 - Henri Pousseur (77), Belgisch componist
- 2010 - Philip Langridge (70), Brits tenor
- 2010 - Mark Linkous (47), Amerikaans zanger en muzikant
- 2010 - Tony Richards (76), Brits voetballer
- 2012 - Jaap Boersma (82), Nederlands politicus
- 2013 - Ward De Ravet (88), Belgisch acteur
- 2013 - Alvin Lee (68), Brits rockzanger en gitarist
- 2014 - Jean-Louis Bertuccelli (71), Frans filmregisseur
- 2014 - Sheila MacRae (92), Brits actrice
- 2014 - Marion Stein (87), Oostenrijks-Brits pianiste
- 2015 - Marianne Hilarides (81), Nederlands balletdanseres
- 2016 - Nancy Reagan (94), Amerikaans actrice en first lady
- 2016 - Kathryn Trosper Popper (100), Amerikaans actrice
- 2017 - Marek Ostrowski (57), Pools voetballer
- 2017 - Eddy Pauwels (81), Belgisch wielrenner
- 2017 - Jesús Silva Herzog Flores (81), Mexicaans econoom en politicus
- 2017 - Dudley Storey (77), Nieuw-Zeelands roeier
- 2017 - Alberto Zedda (89), Italiaans dirigent en muziekwetenschapper
- 2018 - John Edward Sulston (75), Brits bioloog
- 2019 - Daniel Rudisha (73), Keniaans atleet
- 2019 - Lotte van der Zee (20), Nederlands model
- 2020 - McCoy Tyner (81), Amerikaans jazzpianist
- 2021 - Bengt Åberg (76), Zweeds motorcrosser
- 2021 - Franco Acosta (25), Uruguayaans voetballer
- 2021 - Joaquin Bernas (88), Filipijns jezuïet en jurist
- 2021 - Lou Ottens (94), Nederlands industrieel ontwerper, uitvinder cassettebandje
- 2022 - Margit Korondi (89), Hongaars-Amerikaans turnster
- 2022 - Pau Riba (73), Spaans auteur en artiest
- 2023 - Pavel Charin (95), Sovjet-Russisch kanovaarder
- 2023 - Traute Lafrenz (103), Duits verzetsstrijder
- 2024 - Rob den Besten (83), Nederlands bestuurder en manager
- 2024 - Jose Concepcion (92), Filipijns topman en minister
- 2024 - Joep Coppens (83), Nederlands beeldhouwer
- 2024 - Ahmet Koç (46), Belgisch politicus
- 2025 - Meredith Belbin (98), Brits wetenschapper

## Viering/herdenking
- Onafhankelijkheidsdag in Ghana
- Alamo Day in Texas (USA)
- Rooms-katholieke kalender:

Ghana onafhankelijksdag

  - Heilige Colet(t)a van Gent († 1447) - Gedachtenis (in Bisdom Gent, Bisdom Brugge en Aartsbisdom Mechelen-Brussel)
  - Heilige Chrodegang († 766)- Gedachtenis (in Bisdom Luik en bisdom Hasselt)
  - Heilige Fridolin (van Säckingen) († 538)
  - Heilige Cadroe († 976)
  - Heilige Marcianus van Tortona († 120)
  - Heilige Rosa van Viterbo († 1252)
  - Heilige Baldred van Tyninghame († c. 756)
  - Heilige Cyrillus van Constantinopel († 1234)

## Weerextremen

### Nederland
| | Officiële records | Officiële records | Officiële records |      | Landelijke records | Landelijke records | Landelijke records |
| Gebeurtenis | Jaar              | Extreem           | Locatie           | Jaar | Extreem            | Locatie            |                    |
| --- | ----------------- | ----------------- | ----------------- | ---- | ------------------ | ------------------ | ------------------ |
| Laagste etmaalgemiddelde temperatuur (°C) | 1971              | −7,2              | De Bilt           |      | 1971               | −9,9               | Leeuwarden         |
| Hoogste etmaalgemiddelde temperatuur (°C) | 1920              | 12,3              | De Bilt           |      | 1920               | 13,8               | Maastricht         |
| Laagste minimumtemperatuur (°C) | 1971              | −11,6             | De Bilt           |      | 1971               | −16,3              | Leeuwarden         |
| Hoogste minimumtemperatuur (°C) | 1922              | 9,9               | De Bilt           |      | 1922               | 10,4               | Maastricht         |
| Laagste maximumtemperatuur (°C) | 1942              | −4,8              | De Bilt           |      | 1942               | −5,8               | Eelde              |
| Hoogste maximumtemperatuur (°C) | 1989              | 17,8              | De Bilt           |      | 1989               | 20,0               | Maastricht         |
| Hoogste uurgemiddelde windsnelheid (m/s) | 1926              | 13,9              | De Bilt           |      | 1968               | 21,6               | De Kooy            |
| Hoogste windstoot (m/s) | 1958              | 22,6              | De Bilt           |      | 2007               | 25,0               | Vlieland           |
| Langste zonneschijnduur (uur) | 2001              | 10,3              | De Bilt           |      | 2021               | 10,5               | Westdorpe          |
| Langste neerslagduur (uur) | 1998              | 19,6              | De Bilt           |      | 1998               | 21,7               | Volkel             |
| Hoogste etmaalsom van de neerslag (mm) | 1998              | 35,3              | De Bilt           |      | 1998               | 35,3               | De Bilt            |
| Laagste etmaalgemiddelde relatieve vochtigheid (%) | 2013              | 52                | De Bilt           |      | 2013               | 47                 | Deelen             |
| Laagste uurwaarde luchtdruk op zeeniveau (hPa) | 1980              | 982,0             | De Bilt           |      | 1980               | 980,8              | De Kooy            |
| Hoogste uurwaarde luchtdruk op zeeniveau (hPa) | 1953              | 1038,3            | De Bilt           |      | 1953               | 1038,7             | Schiphol           |
| Officiële records worden altijd gemeten op het KNMI-weerstation in De Bilt. Landelijke records kunnen worden gemeten op elk officieel KNMI-weerstation in Nederland. |                   |                   |                   |      |                    |                    |                    |

Uitzonderlijke gebeurtenissen
- 1906 - Eerste landelijke zachte dag van het jaar gemeten in Maastricht (maximumtemperatuur ≥ 15 °C op een officieel weerstation)
- 1910 - Eerste landelijke zachte dag van het jaar gemeten in Maastricht (maximumtemperatuur ≥ 15 °C op een officieel weerstation)
- 1916 - Officieel laagste minimumtemperatuur in °C van het jaar gemeten in De Bilt: −4,1. Samen met 17 november
- 1942 - Officieel maandrecord laagste maximumtemperatuur in °C van maart gemeten in De Bilt: −4,8
- 1942 - Landelijk maandrecord laagste maximumtemperatuur in °C van maart gemeten in Eelde: −5,8
- 1948 - Eerste officiële zachte dag van het jaar (maximumtemperatuur ≥ 15 °C in De Bilt)
- 1949 - Officieel laagste minimumtemperatuur in °C van het jaar gemeten in De Bilt: −9,1
- 1971 - Officieel maandrecord laagste etmaalgemiddelde temperatuur in °C van maart gemeten in De Bilt: −7,2
- 1971 - Landelijk maandrecord laagste etmaalgemiddelde temperatuur in °C van maart gemeten in Leeuwarden: −9,9
- 1989 - Eerste officiële zachte dag van het jaar (maximumtemperatuur ≥ 15 °C in De Bilt)
- 1989 - Eerste landelijke warme dag van het jaar gemeten in Maastricht (maximumtemperatuur ≥ 20 °C op een officieel weerstation)
- 1991 - Eerste officiële zachte dag van het jaar (maximumtemperatuur ≥ 15 °C in De Bilt)
- 2024 - Officieel hoogste uurwaarde luchtdruk op zeeniveau in hPa van maart dit jaar gemeten in De Bilt: 1026,2 (voorlopig). Samen met 7 maart
- 2024 - Landelijk hoogste uurwaarde luchtdruk op zeeniveau in hPa van maart dit jaar gemeten in Hoorn Terschelling: 1027,7 (voorlopig). Samen met 7 maart

### België
Dagrecords
- 1971 - Laagste etmaalgemiddelde temperatuur −6,1 °C
- 1991 - Hoogste etmaalgemiddelde temperatuur 14,1 °C
- 1971 - Laagste minimumtemperatuur −8,6 °C
- 1989 - Hoogste maximumtemperatuur 19,5 °C
- 1998 - Hoogste etmaalsom van de neerslag 21,9 mm

Uitzonderlijke gebeurtenissen
- 1971 - 10 cm sneeuw in Ukkel.
- 1989 - Zachte maximumtemperaturen tot 21,2 °C in Kleine-Brogel (Peer).

<< · 1 · 2 · 3 · 4 · 5 · 6 · 7 · 8 · 9 · 10 · 11 · 12 · 13 · 14 · 15 · 16 · 17 · 18 · 19 · 20 · 21 · 22 · 23 · 24 · 25 · 26 · 27 · 28 · 29 · 30 · 31 · >>